# HBC Jičín

HBC Jičín (dříve podle sponzorů též HBC Ronal Jičín a HBC Medipoint Jičín) je jičínský házenkářský klub založený na jaře roku 1942.
A-tým mužů hraje nejvyšší českou soutěž, Chance Extraligu. Domácí zápasy se konají ve Sportovní hale Jičín s kapacitou přibližně 650 diváků.
Největším úspěchem klubu je mistrovský titul v sezoně 2012/2013 a finále Českého poháru ve stejném roce.
Klub reprezentoval Česko v EHF Cupu 2013/2014, kde postoupil do 2. kvalifikačního kola.

## Historie
Počátky házené v Jičíně sahají do roku 1941, kdy se tento sport začal ve městě organizovaně hrát. V roce 1942 byl klub oficiálně založen jako součást SK Jičín. Od té doby působí nepřetržitě v domácích soutěžích a patří k tradičním týmům řízeným Českým svazem házené.  
V průběhu své existence klub několikrát vystupoval pod názvy odvozenými od hlavních partnerů, například HBC Ronal Jičín či HBC Medipoint Jičín. Největšího úspěchu dosáhl v sezoně 2012/2013, kdy vybojoval titul mistra České republiky a postoupil do finále Českého poháru. V následující sezoně 2013/2014 reprezentoval českou házenou v EHF Cupu, kde se dostal do 2. kvalifikačního kola.